# Michael Nickles
Michael Nickles (* 18. September 1966 in Erlenbach am Main) ist ein deutscher Sachbuchautor. In den 1980er-Jahren schrieb er als freier Mitarbeiter für das Computermagazin 64’er. Er ist unter anderem Autor des von 1998 bis 2006 jährlich erschienenen „Nickles PC Report“ und diverser von ihm abgeleiteten Taschenbücher sowie des seit 2007 erscheinenden „Nickles Linux Report“ und gehört damit zu den bekannteren deutschen Autoren von Computer-Fachbüchern. Die Buchveröffentlichung von „Nickles PC Report“ wurde inzwischen von einem kostenpflichtigen Premium-Abonnement für die Internetseite „www.nickles.de“ abgelöst, das den vollen Zugriff auf alle Informationen des PC Reports und die Tipps & Tricks von Michael Nickles gibt.